# 哈尔摩狄奥斯和阿里斯托革顿

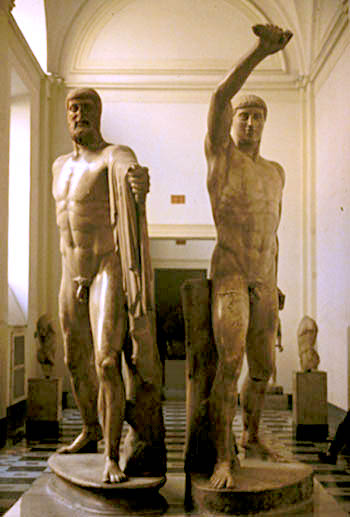
哈爾摩狄奧斯和阿里斯托革頓的雕像。

哈尔摩狄奥斯（Ἁρμόδιος，前530年—前514年）和阿里斯托革顿（Ἀριστογείτων，前550年—前514年）是古希腊的两位同性戀人“弑僭者”（即弑杀僭主的人），刺杀了当时的雅典僭主喜帕恰斯成為民主精神象徵。

## 经历
哈尔摩狄奥斯来自于一个贵族家庭葛菲莱（Gephyraei），时年约15岁；比他年长约20岁的情人阿里斯托革顿也来自同一个家族。据说喜帕恰斯爱慕哈尔摩狄奥斯而向他吐露心声，而后者忠于情人阿里斯托革顿，拒绝了他的追求。心怀不满的喜帕恰斯借机阻挠了哈尔摩狄奥斯的妹妹在泛雅典娜节上担任献花少女的机会，触怒了后者，因而同情人密谋刺杀独裁者。他们的计划是趁节日的游行时谋杀喜帕恰斯及其兄希庇亚斯，当时另一名僭主。
然而到预定的当天，他们在凱拉米克斯看见一名密谋者正在同卫兵保护着的希庇亚斯交谈，由于担心事情败露，他们立刻调转方向，不意却遇见了独身一人的喜帕恰斯。二人于是将其刺杀。哈尔摩狄奥斯很快就被赶来的卫兵所杀，而阿里斯托革顿成功地混入人群逃遁。然而，他没有逃出多远也被擒获，被折磨并处死。
希庇亚斯在侥幸逃过这一劫，并痛失兄弟后，更加紧箍了独裁统治，造成相当广泛的不满。前510年，在他的政权被推倒，新的民主政权被建立后，人们在广场上竖立了二人的铜像作为对捍卫民主的英雄的纪念。歌颂他们的诗歌被创作，每年有特定的仪式纪念他们的事迹。他们的后人一直得到政府的优待，直到古罗马时期。关于他们的雕像仍被广泛地复制，证明了他们精神的影响力。然而，关于他们的动机，以及在历史中所起的作用仍然是历史学家的争议话题。而对于民众来说，可能将他们作为一种民主精神的象征是再合适不过的了。